# Kunstig selektion
Kunstig selektion er den evolutionære proces, hvorved arter modificeres gennem menneskelig indgriben til at have specielle gunstige egenskaber. Dette kaldes også avl. For at forhindre indavl, bruger man af og til et avlsregister.

## Charles Darwin
Charles Darwin omtalte kunstig selektion som en succesfuld måde at ændre organismer på i sin bog Arternes Oprindelse. Første kapitel i bogen omhandlede kunstig selektion og domesticering af dyr som duer, katte, kvæg og hunde. Kunstig selektion blev brugt af Darwin som springbræt for at introducere sin teori om naturlig selektion og understøtte den.